# Кукебаль, Йоханнес
Йоханнес Кукебаль (эст. Johannes Kukebal; 19 июля 1993, волость Йыэляхтме, Харьюмаа) — эстонский футболист, правый защитник.

## Биография
Начинал заниматься футболом в командах из пригородов Таллина, в 2007 году перешёл в юношескую команду таллинского «Калева». В 2009 году был переведён в основной состав «Калева». Дебютировал в высшей лиге Эстонии 18 июля 2009 года в матче против «Калева Силламяэ». Всего в первом сезоне сыграл 5 матчей за таллинский клуб, который по итогам сезона вылетел из высшей лиги. Затем в течение полутора лет выступал за «Калев» в первой лиге.
Летом 2011 года перешёл в таллинскую «Флору», однако не смог пробиться в состав, сыграв за основную команду лишь 3 матча в чемпионате — одну игру в июле 2011 года и два матча в марте 2013 года. В 2011 году вместе с «Флорой» стал чемпионом Эстонии. Дважды в этот период отдавался в аренду в свой бывший клуб «Калев», вернувшийся в высшую лигу — в 2012 году на сезон и летом 2013 года — на полтора сезона. После окончания контракта с «Флорой» в течение года проходил военную службу и не играл на высоком уровне.
В 2016 году перешёл в «Пайде ЛМ», но не смог закрепиться в составе, сыграв 11 матчей за три года. С 2018 года выступает за третий состав «Пайде» на любительском уровне.
Всего в высшей лиге Эстонии сыграл 95 матчей.
Выступал за юниорскую и молодёжную сборные Эстонии. В составе юниорской сборной стал участником финального турнира чемпионата Европы среди 19-летних 2012 года, проходившего в Эстонии, на турнире сыграл все 3 матча своей команды. В составе молодёжной сборной участвовал в Кубке Содружества 2014 года (4 матча).